# ان فورس 500
| إنفيديا ان فورس 500 | إنفيديا ان فورس 500     |
| ------------------- | ----------------------- |
| النقبس المدعوم      | مقابس LGA 775 مقابس AM2 |
| تاريخ الإتتاج       | مايو 23, 2006           |
| المعالج             | ان فورس4                |
| خلفة                | ان فورس 600             |

ان فورس 500 (Nforce500) هي مجموعة شرائح للوحة الأم وهو خلف لسلسلة ان فورس 4 (ان فورس4). تم الكشف عنها من قبل إنفيديا (NVIDIA) بتاريخ 2006-03-07 وتم إصدارها في 2006-05-23. وتدعم مقابس AM2 التابعة لشركة AMD ومقابس LGA 775 التابعة لشركة إنتل.

## المواصفات
- دعمها لتقنية واجة التوصيل القابلة للتوسيع SLI من شركة NVIDIA، بالضافة إلى الـ QuadSLI وتطوير التSLI LinkBoost.
- دعمها لست أقراص صلبة من نوع ساتا (SATA) بسرعة 3 قيقابايت ناقل متسلسل عام 2.0.
- دعمها لـ ريد 5 الثنائي.

## الرقائق[1]

### ان فورس 590 SLIMCP
- إضافة جزء وحدة معالجة الرسوميات ثنائي مع دعم كامل لـ 16+16 SLI.
- تستخدم C51XE northbridge و MCP55XE southbridge. وتوفران 46 خطوط PCI Express.

### ان فورس 570 SLI
- وحدة معالجة الرسوميات ثنائية.
- 28 منفذ للملحقات الإضافية السريع.

### ان فورس 570 LT SLI
- وحدة معالجة الرسوميات ثنائي.
- 20 منفذ للملحقات الإضافية السريع.

### ان فورس 570 Ultra
- وحدة معالجة الرسوميات أحادي، ونقص في دعم SLI.
- 20 منفذ للملحقات الإضافية السريع.

### ان فورس 560
- وحدة معالجة الرسوميات أحادي، ونقص في دعم SLI، وتحتوي على خط واحد إيثرنت، وأربع منافذ ساتا (SATA).
- 19 منفذ للملحقات الإضافية السريع.

### ان فورس 550
- وحدة معالجة الرسوميات أحادي، ونقص في دعم SLI وريد 5، وتحتوي على خط واحد إيثرنت، وأربع منافذ ساتا (SATA).
- 20 منفذ للملحقات الإضافية السريع.

### ان فورس 520
- وحدة معالجة الرسوميات أحادي، ونقص في دعم SLI وريد 5، وتحتوي على خط واحد 10\100 إيثرنت، وأربع منافذ ساتا (SATA).
- 20 منفذ للملحقات الإضافية السريع.
- تستخدم MCP65S northbridge.

### ان فورس 520 ال أي
- وحدة معالجة الرسوميات أحادي، ونقص في دعم SLI وريد 0+1 وريد 5، وتحتوي على خط واحد 10\100 إيثرنت، و8 منافذ ناقل متسلسل عام ومنافذان ساتا (SATA).
- 20 منفذ للملحقات الإضافية السريع.

### ان فورس 500 اس ال أي (ان فورس4 SLI AM2)
- وحدة معالجة الرسوميات ثنائي.
- 20 منفذ للملحقات الإضافية السريع.

### ان فورس 500 الترا (ان فورس4 Ultra AM2)
- وحدة معالجة الرسوميات أحادي.
- 20 منفذ للملحقات الإضافية السريع.

### ان فورس 500 (ان فورس4 AM2)
- وحدة معالجة الرسوميات أحادي.
- 20 منفذ للملحقات الإضافية السريع.

## إصدار إنتل
قامت NVIDIA بإعداد لوحتي ان فورس 590 اس ال أي وان فورس 570 SLI لمعالجات إنتل كور 2. وسوف تتنافس مع شرائح إنتل 975X Express، لكن تم التحفظ على معلومات الأداء بسبب القيود المفروضه للاتفاق. كما سيتم تحديث بعض لوحات الام الخاصة بأنتي من نوع ان فورس 4 SLI إلى كور 2.

## وصلات خارجية
- الموقع الرسمي لـ - NVIDIA nForce 500 Series for AMD
- الموقع الرسمي لـ - NVIDIA nForce 500 Series for Intel
- NVIDIA التصريح الصحفي لـ
- AnandTech - nForce 500: nForce4 on Steroids?
- AnandTech - nForce 590 SLI Intel Edition: NVIDIA prepares an Intel 975X Killer
- HardwareZone - NVIDIA nForce 500 Chipset Family
- iXBT Digit Life - NVIDIA nForce 500 Chipsets
- Mike's Hardware - Roadmap Q2 2006
- Sudhian - NVIDIA nForce 590 SLI Review
- التقرير التقني لـ - NVIDIA's nForce 590 SLI